# تايلور دوريا
تايلور دوريا (بالإنجليزية: Taylor Duryea)‏ هو لاعب كرة قدم أسترالية أسترالي، ولد في 24 أبريل 1991.

## وصلات خارجية
- تايلور دوريا على موقع AustralianFootball.com (الإنجليزية)
- تايلور دوريا على موقع AFLtables.com (الإنجليزية)